# Charles Daniels
Charles Daniels (n. 24 martie 1885, Dayton, Ohio, SUA – d. 9 august 1973, Carmel Valley Village⁠(d), Comitatul Monterey, California, SUA) a fost un înotător ce a reprezentat Statele Unite ale Americii, medaliat olimpic. A participat la 2 ediții ale Jocurilor Olimpice (1904, 1908) în care a câștigat 6 medalii de aur, o medalie de argint și două medalii de bronz.